# Dalton Transactions
Dalton Transactions (abreviatura Dalton Trans.) és una important revista científica dedicada a la química inorgànica, química organometàl·lica i química bioinorgànica. És publicada, amb aquest nom, des del 2003 per la Royal Society of Chemistry britànica. El seu factor d'impacte és molt elevat, 4,197 el 2014. Ocupa la 7a posició de qualitat de revistes dedicades a la química inorgànica en el rànquing SCImago.
Dalton Transactions tracta les següents àrees d'investigació: Compostos organometàl·lics i catàlisi, incloent la síntesi i caracterització catalitzadors homogenis i heterogenis, els nous avenços en la química organometàl·lica i potencials aplicacions; química inorgànica biològica i química bioinorgànica, que cobreix una àmplia gamma de temes, des dels metalls en els estudis d'enzims als nous avenços en agents de contrast i teràpia contra el càncer; química de l'estat sòlid i química de coordinació incloent la síntesi, caracterització estructural, propietats i aplicacions dels polímers de coordinació i carcasses d'organometàl·lics; química de materials, inclosos nous mètodes de síntesi i caracterització estructural, conductivitat, propietats òptiques i magnètiques i les possibles aplicacions; i propietats i reaccions, incloent la química computacional, termodinàmica, cinètica, potenciometria, constants d'estabilitat i coneixements sobre mecànica de reaccions inorgàniques.
Amb el nom Journal of the Chemical Society, Dalton Transactions (J. Chem. Soc., Dalton Trans.) fou publicada del 1972 fins al 2002.